# Astronomisches und Meteorologisches Observatorium auf dem Gipfel des Pip Iwan

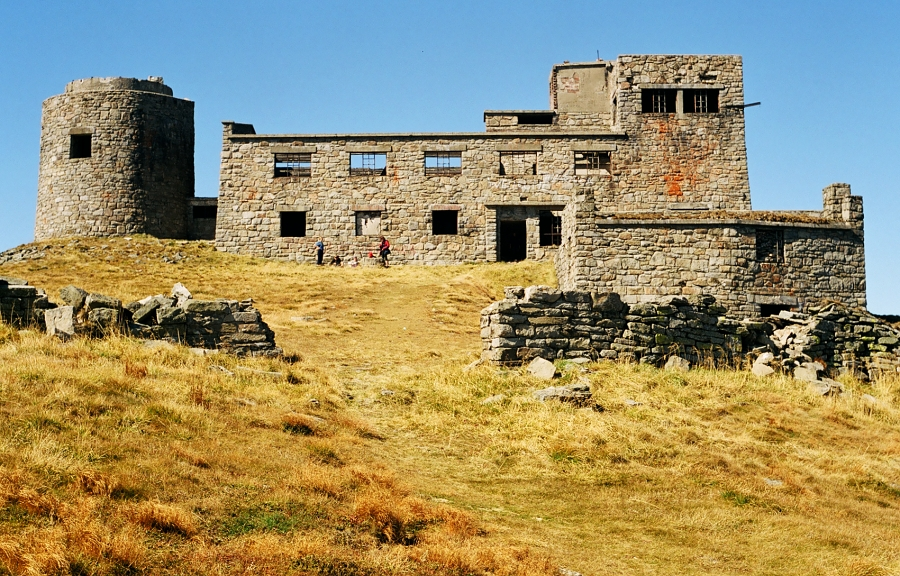
Ruine des Observatoriums (2003)

Das Astronomische und Meteorologische Observatorium auf dem Gipfel des Pip Iwan war eine polnische Forschungseinrichtung auf dem Gipfel des Pip Iwan in den Waldkarpaten in der heutigen Ukraine. Allgemein ist das Gebäude heute als Biały Słoń (deutsch „Weißer Elefant“; ukrainisch Білий Слон/Bilyj Slon, russisch Белый слон/Bely slon) bekannt. 
Im Sommer 1938 fertiggestellt, war das Observatorium das höchstgelegene bewohnte Objekt in Polen. Das im Stil des Konstruktivismus errichtete Gebäude hatte 43 Zimmer sowie einen Konferenzraum. Der Turm trug eine Kupferkuppel mit 10 Metern Durchmesser.

## Errichtung

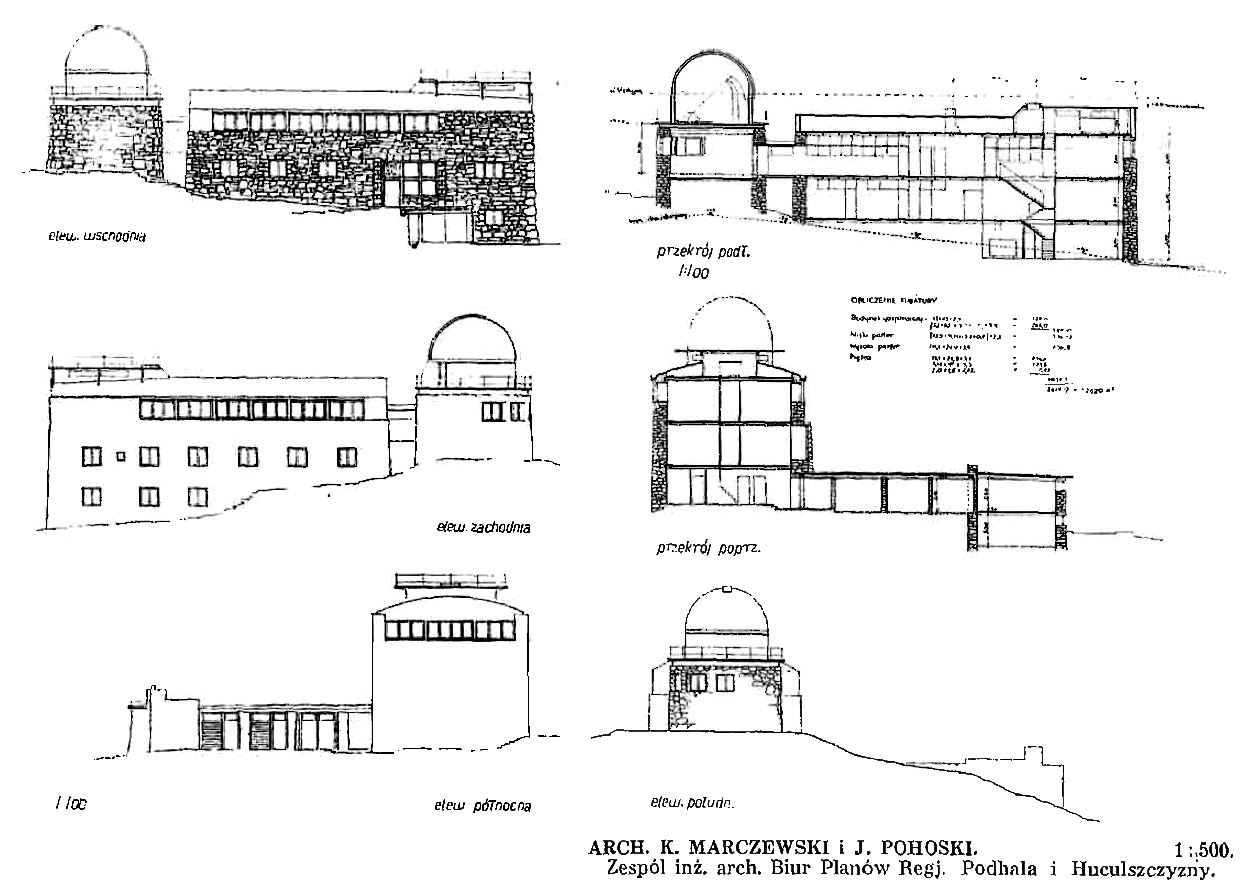
Bauplan von 1935

Die Empfehlung zum Bau des Biały Słoń geht auf eine Gruppe einflussreicher Warschauer Astronomen zurück, die General Leon Berbecki, Direktor der „Luftgestützten Kampfgas-Verteidigungs Liga“ für die Unterstützung des Projekts gewinnen wollten. Ebenfalls unterstützt wurde das Projekt durch General Tadeusz Kasprzycki, Minister für Militärangelegenheiten.
Der Bau begann im Sommer 1936. Die Mauern wurden aus Sandstein errichtet, der in der Umgebung verfügbar war. Da es keine Straßen zum Transport gab, wurden alle Materialien durch lokale Arbeiter mithilfe von Pferden herantransportiert, unterstützt vom
49. Huzulen-Schützen-Regiment. Die Kosten des Baus beliefen sich auf eine Million Złoty.
Die Architektur orientierte sich an der Burg Przemyśl, der Grundriss war L-förmig, ergänzt mit einem Turm. Biały Słoń hatte fünf Stockwerke, auf die sich 43 Räume verteilten. Die oberen Stockwerke standen Astronomen und Meteorologen zur Verfügung, die meisten waren am Staatlichen Meteorologischen Institut bzw. dem Astronomischen Observatorium der Universität Warschau angestellt; zu den Wissenschaftlern gehörten auch Włodzimierz Zonn, Jan Gadomski und Eugeniusz Rybka.
Die unteren Stockwerke dienten als Unterkünfte des Karpaten-Regiments des Grenzschutzkorps der polnischen Armee. Insgesamt waren jedoch nicht mehr als zwanzig Personen dort wohnhaft.

## Juli 1938 bis September 1939

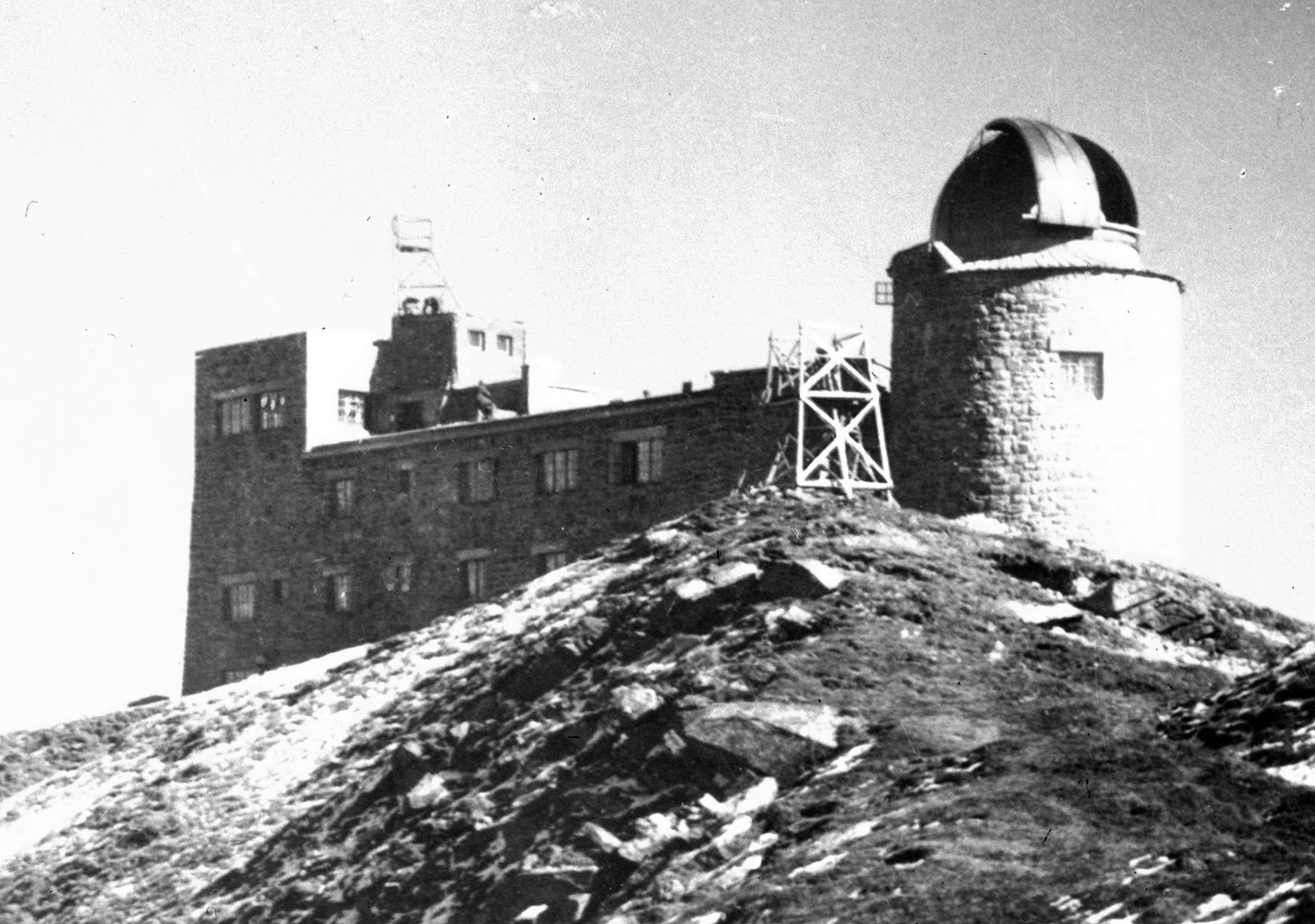
Fertiggestelltes Observatorium (1938)

Die Eröffnung fand am 29. Juli 1938 statt. Der offizielle Name bedeutete Observatorium des Staatlichen Meteorologischen Instituts, jedoch bürgerte sich bald der Name Biały Słoń aufgrund der weißen Wände ein.   Das Observatorium war mit einem speziell gefertigten Astrografen mit 62 cm Durchmesser und einem Spiegelteleskop der englischen Firma Grubb Parsons ausgestattet. Es verfügte über eine eigene Energieversorgung durch zwei Dieselgeneratoren und eine Zentralheizung; das Öl hierfür wurde in Fässern von Boryslaw herangebracht. Dem Militär standen zwei spezielle Radiotelephone zur Verfügung.
Das Observatorium befand sich in einer entlegenen, einsamen Gegend. Das nächste Geschäft und eine Poststelle waren in Żabie, 20 km entfernt, ein Arzt 50 km und die nächste Bahnstation in Kołomyja waren 120 km entfernt. Eines der Hauptprobleme war die Versorgung mit Wasser, welches aus dem 6 km entfernten Fluss geholt wurde.

## Verfall nach 1939

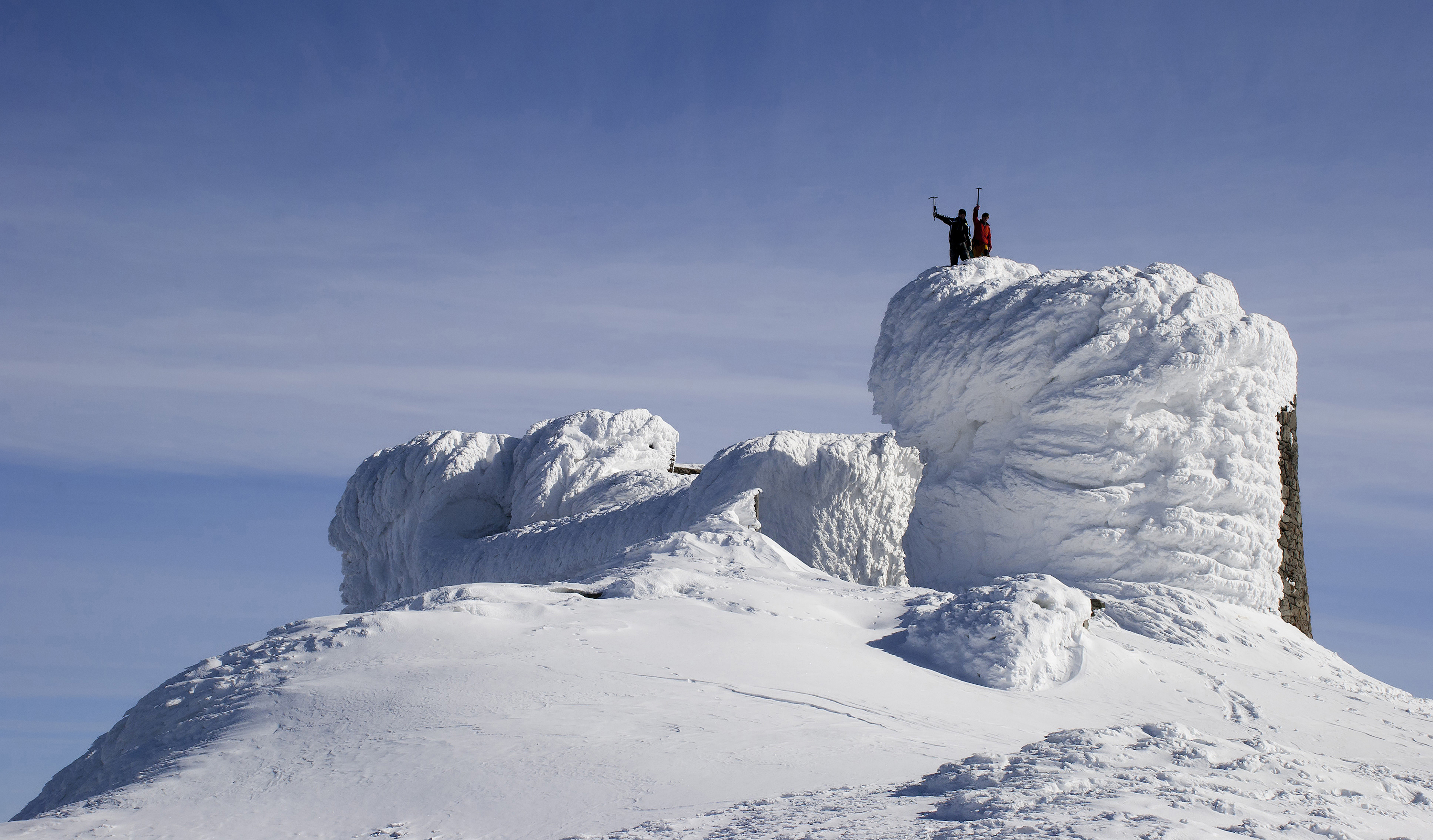
Ruine mit Anraum im Winter (2012)

Am 18. September 1939, nach der sowjetischen Besetzung Ostpolens, verließ das Personal das Observatorium und die wichtigsten Instrumente wurden mit nach Ungarn genommen.
Am Monatsende übernahm die Rote Armee das Gebäude und nutzte es als meteorologische Station. Im Sommer 1941 besetzte die deutsche Wehrmacht das Gebiet. Das Gebäude wurde ungarischen Truppen als Unterkunft überlassen. Nach der Eingliederung des östlichen Galiziens in das Staatsgebiet der Sowjetunion infolge des Zweiten Weltkrieges verfiel das verlassene Gebäude sukzessive zur Ruine.

## Wiederaufbau

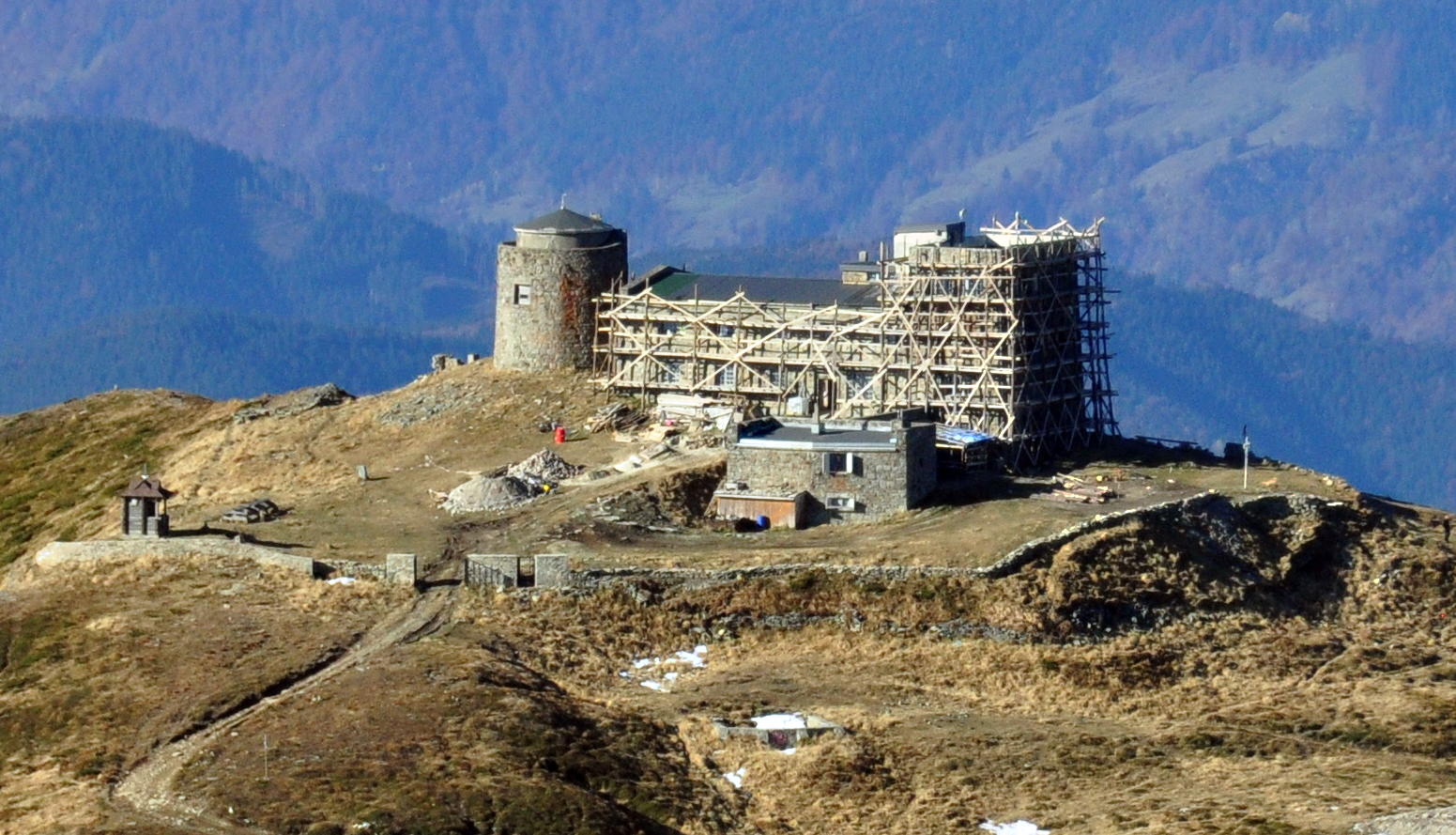
Bauarbeiten im Jahr 2020

Mitte der 1990er Jahre wurde ein Wiederaufbau durch Wissenschaftler der Nationalen Polytechnischen Universität Lwiw und der Technischen Universität Warschau vorgeschlagen. Im Oktober 1996 fanden Konferenzen hierzu in Lwiw und Jaremtsche statt.
Ein erneuter Anlauf zur Instandsetzung des Gebäudes startete 2010. In Absprache mit ukrainischen Institutionen schlugen polnische Wissenschaftler eine Nutzung des Gebäudes als meteorologisches Observatorium, Bildungszentrum und Schutzhütte für Wanderer vor. Mit Mitteln des polnischen Kulturministeriums und der Universität Warschau begannen noch im Jahr 2010 die Arbeiten zur Instandsetzung. Zur Sicherung des Gebäudes wurde ein Notdach aufgesetzt und die Fensteröffnungen verschlossen.